# Aina Ayuso
Aina Ayuso Bagur (Sant Just Desvern, 1º agosto 1999) è una cestista spagnola.

## Carriera
È stata selezionata dalle Los Angeles Sparks al terzo giro del Draft WNBA 2021 (34ª scelta assoluta).